# Liste der denkmalgeschützten Objekte in Sankt Martin bei Lofer
Die Liste der denkmalgeschützten Objekte in Sankt Martin bei Lofer enthält die 20 denkmalgeschützten, unbeweglichen Objekte der Salzburger Gemeinde Sankt Martin bei Lofer.

## Denkmäler
| Foto |                 | Denkmal                                                                    | Standort                                       | Beschreibung | Metadaten |
| ---- | --------------- | -------------------------------------------------------------------------- | ---------------------------------------------- | --- | --- |
| ja   | Datei hochladen | Ruine Saalegg HERIS-ID: 63883 Objekt-ID: 76572                             | Standort KG: Obsthurn                          | Vom Lamprechtsofenloch abwärts ist am linken Ufer der Saal(ach) der Schlösslwald. 150 Meter hoch droben stand einst in diesem Walde die stolze Ritterburg Saalegg. Man sieht noch eine Eckmauer von dem einst so hohen Turm. Die Burg stand auf einem ganz steilen Felsenriff. Erbaut dürfte diese Burg um etwa 1200 worden sein. | BDA-Hist.: Q4998708 Status: § 2a Stand der BDA-Liste: 2025-06-30 Name: Ruine Saalegg GstNr.: 23/1                                                                         |
| ja   | Datei hochladen | Bayerisches Forstamt HERIS-ID: 63873 Objekt-ID: 76562seit 2012             | Dorf 20 Standort KG: St. Martin                | Der stattliche freistehende Bau mit Krüppelwalmdach erhielt um 1800 die Stuckumrahmung seiner Fenster. | BDA-Hist.: Q38104525 Status: Bescheid Stand der BDA-Liste: 2025-06-30 Name: Bayerisches Forstamt GstNr.: .25                                                              |
| ja   | Datei hochladen | Schloss Grubhof und Steinfigur im Park HERIS-ID: 36787 Objekt-ID: 35773    | Grubhof 2 Standort KG: St. Martin              | Die ersten Daten über den Grubhof sind im Stift Berchtesgaden 1325 zu finden. Die Familie Gruber saß auf dem Gut, von der es seinen Namen hat. Es war ein hochfürstliches Lehen. 1540 kam die adelige Familie Ritz aus Saalfelden auf den Ansitz, der dadurch zu einem Edelsitz wurde. 1712 ging dieser durch Heirat an die Familie Baron von Motzl über. Diese blieb bis 1816 und es folgten weitere Eigentümer. 1830 wurde der Besitz vom bayrischen Forstamt angekauft. 1868 ging es an den Landwirt Josef Faistauer über und von diesem kaufte es 1890 der Industrielle Hermann Schmidtmann. | BDA-Hist.: Q15616548 Status: § 57-Mandatsbescheid Stand der BDA-Liste: 2025-06-30 Name: Schloss Grubhof und Steinfigur im Park GstNr.: .14/1 Schloss Grubhof (St. Martin) |
| ja   | Datei hochladen | Wirtschaftsgebäude des Schlosses HERIS-ID: 36788 Objekt-ID: 35774          | Grubhof 32a Standort KG: St. Martin            | | BDA-Hist.: Q37972087 Status: § 57-Mandatsbescheid Stand der BDA-Liste: 2025-06-30 Name: Wirtschaftsgebäude des Schlosses GstNr.: .14/2                                    |
| ja   | Datei hochladen | Wallfahrtskirche Maria Kirchenthal HERIS-ID: 11395 Objekt-ID: 7485         | bei Kirchental 2 Standort KG: St. Martin       | Die Kirche wurde von 1694 bis 1701 nach Plänen des Grazer Architekten Johann Bernhard Fischer von Erlach errichtet. | BDA-Hist.: Q989664 Status: Bescheid Stand der BDA-Liste: 2025-06-30 Name: Wallfahrtskirche Maria Kirchenthal GstNr.: .71 Wallfahrtskirche, Maria Kirchental               |
| ja   | Datei hochladen | Regenshaus/Priesterhaus HERIS-ID: 11390 Objekt-ID: 7480                    | Kirchental 1 Standort KG: St. Martin           | Für die vielen wallfahrenden Priester musste eine Unterkunft geschaffen werden. In der ersten Zeit wurden sie vielfach im Pfarrhof St. Martin untergebracht. Aber von da ist ein weiter Weg bis Kirchental. Darum wurde 1691–1694 das Regenshaus erbaut. Der stattliche Bau war von Anfang an nicht nur als Unterkunft für die Seelsorger an der Wallfahrtskirche gedacht, sondern sollte dem Priesterhaus in Salzburg angegliedert sein und auch als Alterssitz für ausgediente Priester sowie als Bildungsstätte dienen.                                                                       | BDA-Hist.: Q38099415 Status: Bescheid Stand der BDA-Liste: 2025-06-30 Name: Regenshaus/Priesterhaus GstNr.: .74 Priesterhaus, Maria Kirchental                            |
| ja   | Datei hochladen | Wirtschaftsgebäude HERIS-ID: 11396 Objekt-ID: 7486                         | bei Kirchental 1 Standort KG: St. Martin       | | BDA-Hist.: Q38099533 Status: Bescheid Stand der BDA-Liste: 2025-06-30 Name: Wirtschaftsgebäude GstNr.: .72                                                                |
| ja   | Datei hochladen | Werkstatt (ehem. Waschhaus) HERIS-ID: 11397 Objekt-ID: 7487                | bei Kirchental 1 Standort KG: St. Martin       | | BDA-Hist.: Q38099553 Status: Bescheid Stand der BDA-Liste: 2025-06-30 Name: Werkstatt (ehem. Waschhaus) GstNr.: .73 Werkstatt, Maria Kirchental                           |
| ja   | Datei hochladen | Brunnenhaus HERIS-ID: 11401 Objekt-ID: 7491                                | bei Kirchental 1 Standort KG: St. Martin       | Das Gebäude stand kurz vor dem Einsturz, weshalb es Anfang Oktober 2011 abgetragen werden musste. 2017 wurde es erneuert. | BDA-Hist.: Q38099616 Status: Bescheid Stand der BDA-Liste: 2025-06-30 Name: Brunnenhaus GstNr.: 504/1                                                                     |
| ja   | Datei hochladen | Mesnerhaus HERIS-ID: 11391 Objekt-ID: 7481                                 | Kirchental 2 Standort KG: St. Martin           | Das Mesnerhaus mit barocker Stuckumrahmung des Portals und der Fenster ist mit 1751 bezeichnet. | BDA-Hist.: Q38099445 Status: Bescheid Stand der BDA-Liste: 2025-06-30 Name: Mesnerhaus GstNr.: .75 Mesnerhaus, Maria Kirchental                                           |
| ja   | Datei hochladen | Wirtshaus HERIS-ID: 11392 Objekt-ID: 7482                                  | Kirchental 3 Standort KG: St. Martin           | Das Wirtshaus wurde bereits 1711 errichtet und anfangs vom St. Martiner Wirt Hans Flatscher bewirtschaftet. Seit 1938 gehört das Gasthaus mit den beiden Herbergshäusern den Herz-Jesu-Missionaren von Liefering, die die Wallfahrt auch wieder zu hoher Blüte brachten. | BDA-Hist.: Q38099477 Status: Bescheid Stand der BDA-Liste: 2025-06-30 Name: Wirtshaus GstNr.: .78 Wirtshaus, Maria Kirchental                                             |
| ja   | Datei hochladen | Torstöckl/Pförtnerhäusl HERIS-ID: 84014 Objekt-ID: 98076                   | bei Kirchental 3 Standort KG: St. Martin       | | BDA-Hist.: Q38181944 Status: § 2a Stand der BDA-Liste: 2025-06-30 Name: Torstöckl/Pförtnerhäusl GstNr.: 509                                                               |
| ja   | Datei hochladen | Stöckl (ehem. Herbergshaus) HERIS-ID: 11393 Objekt-ID: 7483                | Kirchental 4 Standort KG: St. Martin           | | BDA-Hist.: Q38099488 Status: Bescheid Stand der BDA-Liste: 2025-06-30 Name: Stöckl (ehem. Herbergshaus) GstNr.: .80 Herbergshaus (Stöckl), Maria Kirchental               |
| ja   | Datei hochladen | Villa (ehem. Herbergshaus) HERIS-ID: 11394 Objekt-ID: 7484                 | Kirchental 5 Standort KG: St. Martin           | Der Stuckdekor in den Fensterumrahmungen des ehemaligen Herbergshauses stammt aus der 1. Hälfte des 19. Jahrhunderts. | BDA-Hist.: Q38099507 Status: Bescheid Stand der BDA-Liste: 2025-06-30 Name: Villa (ehem. Herbergshaus) GstNr.: .79 Herbergshaus (Villa), Maria Kirchental                 |
| ja   | Datei hochladen | Kruzifix HERIS-ID: 63898 Objekt-ID: 76588                                  | östlich Kirchental 5 Standort KG: St. Martin   | | BDA-Hist.: Q38104620 Status: § 2a Stand der BDA-Liste: 2025-06-30 Name: Kruzifix GstNr.: 507/2 Kruzifix, Maria Kirchental                                                 |
| ja   | Datei hochladen | Kiosk (Standln) HERIS-ID: 11400 Objekt-ID: 7490                            | Kirchental 6 Standort KG: St. Martin           | | BDA-Hist.: Q38099595 Status: Bescheid Stand der BDA-Liste: 2025-06-30 Name: Kiosk (Standln) GstNr.: .77/2, .77/3, .77/5, .77/6, .77/4 Kiosk, Maria Kirchental             |
| ja   | Datei hochladen | Armenhäusl (Büchsenhäusl) HERIS-ID: 11399 Objekt-ID: 7489                  | Kirchental 7 Standort KG: St. Martin           | | BDA-Hist.: Q38099581 Status: Bescheid Stand der BDA-Liste: 2025-06-30 Name: Armenhäusl (Büchsenhäusl) GstNr.: .77/1                                                       |
| ja   | Datei hochladen | Gartenhaus (Einsiedelei) HERIS-ID: 11398 Objekt-ID: 7488                   | bei Kirchental 7 Standort KG: St. Martin       | | BDA-Hist.: Q38099569 Status: Bescheid Stand der BDA-Liste: 2025-06-30 Name: Gartenhaus (Einsiedelei) GstNr.: .76                                                          |
| ja   | Datei hochladen | Kastenkreuz HERIS-ID: 63897 Objekt-ID: 76587                               | Kirchental Standort KG: St. Martin             | | BDA-Hist.: Q38104608 Status: § 2a Stand der BDA-Liste: 2025-06-30 Name: Kastenkreuz GstNr.: 507/2 Kastenkreuz, Maria Kirchental                                           |
| ja   | Datei hochladen | Kath. Pfarrkirche hl. Martin und Friedhof HERIS-ID: 53248 Objekt-ID: 61084 | Sankt Martin bei Lofer Standort KG: St. Martin | Eine erste Kirche dürfte bereits um etwa 1000 gestanden haben. Wie diese ausgeschaut hat, ist aber nicht mehr zu erkunden. Die jetzige Kirche wurde 1480 erbaut. 1675 wurde sie erweitert. Der Turm war früher auf der Südseite. Er war aber 1647 schon so baufällig, dass er mit Eisen zusammengehalten werden musste. 1699 war er aber nicht mehr zu retten. Er wurde abgetragen und an der Westseite über dem Kirchenportal neu erbaut. Die vier Glocken aus Bronzeguss wurden 1955 angeschafft.                                                                                              | BDA-Hist.: Q38056302 Status: § 2a Stand der BDA-Liste: 2025-06-30 Name: Kath. Pfarrkirche hl. Martin und Friedhof GstNr.: .37/1, 548 Pfarrkirche St. Martin bei Lofer     |